# Нис (сын Пандиона)
Нис (др.-греч. Νῖσος) — персонаж древнегреческой мифологии. Сын Пандиона II и Пилии. Либо сын Ареса (или Деиона). Жена Аброта (дочь Онхеста). Отец Евриномы, дед Беллерофонта.
Правил в Мегарах, основал Нисею. Посередине головы у него был пурпурный волос, с которым была связана его жизнь. Его дочь Скилла влюбилась в Миноса, осаждавшего Мегары, и вырвала волос. По другим, Минос захватил все города, а осаждал Нисею. Флот критян стоял на якоре у острова Миноя. Осада длилась 6 месяцев. Могила в Афинах.
Либо был побежден, преследовал дочь и превратился в скопу (галиаэта) (aquilla marina), Скилла же в рыбу губана. Или в желтокрылого орла. Либо покончил с собой. Мегары называли «городом Ниса».
Преемником Ниса в Мегарах стал его зять Мегарей, сын Гиппомена, муж Ифинои Нисиды.
- См. Псевдо-Аполлодор. Мифологическая библиотека III 15, 5-6.8.